# Calorodius thorntonensis
Calorodius thorntonensis — вид сцинкоподібних ящірок родини сцинкових (Scincidae). Ендемік Австралії. Раніше цей вид відносили до роду Calyptotis, однак за результатами дослідження 2022 року він був переведений до новоствореного монотипового роду Calorodius.

## Поширення і екологія
Calorodius thorntonensis мешкають в горах Великого Вододільного хребта на північному сході штату Квінсленд, на території Національного парку Дейнтрі, між горами Торнтон-Пік і Маунт-Сорроу. Вони живуть у вологих гірських тропічних лісах, під камінням і поваленими деревами. Зустрічаються переважно на висоті від 600 до 700 м над рівнем моря, місцями на висоті 372 м над рівнем моря.